# Discophora orbicularis
Discophora orbicularis är en fjärilsart som beskrevs av Hans Ferdinand Emil Julius Stichel 1902. Discophora orbicularis ingår i släktet Discophora och familjen praktfjärilar. Inga underarter finns listade i Catalogue of Life.